# Marc Huestis
Marc Huestis (né le 26 décembre 1954  à Long Island) est un réalisateur américain. 

## Biographie
Marc Huestis est surtout connu pour son film Sex Is... (1993).